# Bataille de Landshut (1809)
Cinquième Coalition
Batailles
Campagne d'Allemagne et d'Autriche
- Sacile
- Teugen-Hausen
- Raszyn
- Abensberg
- Landshut
- Eckmühl
- Ratisbonne
- Neumarkt
- Radzymin (en)
- Caldiero
- Dalmatie
- Ebersberg
- Piave
- Malborghetto
- Linz (en)
- Essling
- Sankt Michael
- Stralsund
- Raab
- Gratz
- Wagram
- Korneuburg
- Stockerau
- Gefrees (en)
- Hollabrunn
- Schöngrabern (en)
- Znaïm
- Ölper

Batailles navales
- Martinique
- Sables-d'Olonne
- Île d'Aix
- Walcheren
- Lissa
- Pelagosa

Campagne de l'île Maurice
- Sainte-Rose
- Saint-Paul
- Île Bonaparte
- Grand Port
- Île de France
- Tamatave

Campagne d'Espagne
Rébellion du Tyrol
La bataille de Landshut eut lieu le 21 avril 1809, entre les armées alliées de France, de Wurtemberg (8e corps) et de Bavière (7e corps), sous les ordres de Napoléon, fortes d'environ 77 000 hommes, et les 36 000 Autrichiens du général Johann von Hiller. Elle se termina par une victoire française.

## Contexte
Pour un article plus général, voir Campagne d'Allemagne et d'Autriche (1809).
L'invasion du royaume de Bavière par l'empire autrichien le 8 avril oblige Napoléon Ier à engager une campagne pour refouler l'armée autrichienne hors de Bavière, et forcer l'empereur d'Autriche à faire la paix. Les Autrichiens ont pour commandant en chef l'archiduc Charles. Celui-ci prend Munich le 16 avril, et l'armée française, commandée par le maréchal Berthier, est obligée de se fixer à Ratisbonne (3e corps du maréchal Davout) et à Augsbourg (4e corps du maréchal Masséna).
Napoléon a quitté Paris le 13 avril, afin de reprendre le commandement à Berthier. Le 19 avril, il arrive en Bavière, accompagné du maréchal Lannes, qui doit prendre le commandement du 2e corps. Le but de Napoléon est de réunir toute son armée, séparée malencontreusement par les manœuvres de Berthier ; puis il compte couper l'armée autrichienne en deux, et se débarrasser des différentes parties l'une après l'autre. L'armée bavaroise, dirigée par le maréchal Lefebvre, et l'armée wurtembergeoise, commandée par le général Vandamme, se rassemblent autour du corps de Masséna. Davout, quant à lui, bat à la bataille de Teugen-Hausen le corps de Rosenberg, tandis que le général de cavalerie Montbrun tient en échec à Dinzling le corps de Hohenzollern. Cela permet au 3e corps de rejoindre le gros des troupes françaises.
À la bataille d'Abensberg le 20 avril, l'empereur français arrive à ses fins : l'archiduc Charles est coupé de son aile gauche, commandée par le général Hiller, et a perdu une partie non négligeable de ses forces, une grande partie de son infanterie étant faite prisonnière. Napoléon tente durant la journée du 21 avril de repousser l'aile gauche autrichienne, basée à Landshut, afin de l'encercler. Une seule bonne nouvelle pour l'armée autrichienne : Ratisbonne, défendue par le colonel Coutard, est tombée dans les mains des corps de Kolowrat et de Liechtenstein.

## Déroulement de la bataille

### Préparatifs
Napoléon ordonne à Davout et Lefebvre, au centre du dispositif, d'attaquer l'aile droite autrichienne, afin de l'empêcher de rejoindre l'aile gauche. Masséna a pour ordre de traverser l'Isar, et de se porter à hauteur de Landshut par la rive droite ; il franchit l'Isar à Moosburg. Pendant ce temps, le commandant en chef français envoie les Wurtembergeois, la division bavaroise du général Wrede et le corps de Lannes devant Landshut, où campent les troupes du général Hiller. Poussés sur la ville, les Autrichiens ne peuvent que traverser l'Isar, et Masséna doit être là pour les encercler sur la rive droite.

### Forces en présence
Armée alliée, commandée par Napoléon Ier :
- 2e corps du maréchal Lannes
  - Division Morand
  - Division Gudin
  - Division Saint-Sulpice
- Avant-garde du 4e corps du maréchal Masséna
  - Division Claparède
  - Cavalerie de Marulaz
- 7e corps (wurtembergeois) du général Vandamme
- 8e corps (bavarois) du maréchal Lefebvre
  - Division du feld-maréchal von Wrede
  - Cavalerie du général Friedrich von Zandt
- Cuirassiers du général Nansouty

Armée autrichienne, commandée par le général Hiller :
- Corps du général Hiller
- Corps de l'archiduc Louis
- Corps du général Kienmayer

### Attaque française
Alors que les Autrichiens sont installés à Landshut, les troupes commandées par Napoléon se positionnent devant la ville. L'artillerie canonne l'armée autrichienne, et sa cavalerie est chargée par son homologue bavaroise. Les Autrichiens, exposés, refluent alors vers l'intérieur de la ville et les ponts de l'Isar.
La ferme défense du faubourg menant à l'abbaye de Seligenthal permet à l'armée autrichienne de prendre un peu d'avance sur ses attaquants, alors que les chevau-légers et les dragons bavarois continuent à harceler leurs adversaires ; leur commandant Zandt est fauché par un boulet, mais les chasseurs et les cuirassiers de Nansouty chargent également. La division Morand aborde le faubourg, et s'en empare. Les Autrichiens ont alors traversé le premier pont de Landshut, et se disposent à franchir le deuxième pont depuis l'île centrale sur l'Isar ; ils essaient également de détruire le premier pont pour éviter d'être suivis par les Français.
Dans ses Mémoires, le général Marbot explique que Napoléon, apercevant par hasard son aide de camp, le général Mouton, qui vient d'arriver, lui dit « Vous arrivez fort à propos !… Placez-vous à la tête de cette colonne et enlevez la ville de Landshut ! » Mouton traverse le premier pont avec les grenadiers du 17e de ligne, et s'empare de l'île, puis traverse le second pont avant que les Autrichiens ne puissent le brûler. Les Bavarois suivent le mouvement, mais Hiller et l'archiduc Louis résistent à la progression.

### Échec de l'encerclement
Le corps de Masséna, qui doit être à ce moment devant Landshut, sur la rive droite, pour empêcher Hiller de se sortir de la nasse, n'est pas encore arrivé. Son avant-garde, commandée par le général Claparède, ne s'engage pas et préfère attendre le gros des troupes pour attaquer. Aussi les Autrichiens peuvent-ils battre en retraite, poursuivi par les Français enfin regroupés.

### Pertes
Les Autrichiens ont perdu près de 8 000 hommes (1 543 tués ou blessés, et 6 227 prisonniers), cinquante-deux pièces, un équipage de pont... Les Français, eux, perdent moins de 1 000 soldats.

## Conséquences
La gauche autrichienne n'est pas anéantie, mais elle est désormais trop loin de sa droite (les Français se trouvent alors entre les deux ailes), et est assez diminuée pour ne plus être un danger. L'armée de l'archiduc Charles est donc diminuée de 45 000 hommes.
Napoléon laisse le maréchal Bessières, avec les divisions Molitor et Wrede, poursuivre Hiller. Lui-même se dirige vers l'aile droite autrichienne, que les combats avec Davout ont amenée vers la ville d'Eckmühl, sur la route de Ratisbonne. Il envoie des renforts à marche forcée : le soir même a lieu la bataille d'Eckmühl.